# Лопушное (Закарпатская область)
Лопу́шное (укр. Лопушне) — село в Межгорской поселковой общине Хустского района Закарпатской области Украины.
Население по переписи 2001 года составляло 650 человек. Почтовый индекс — 90015. Телефонный код — 3146. Код КОАТУУ — 2122487902.